# Монтес, Кристиан
Кристиан Монтес Лопес (исп. Cristian Montes López; род. 10 августа 1997, Тенерифе, Канарские острова) — испанский футболист, полузащитник кипрского клуба «Омония» из Никосии, выступающий на правах аренды за испанский «Унионистас».

## Клубная карьера
Воспитанник академии хихонского «Спортинга». 7 февраля 2016 года дебютировал за резервную команду клуба в третьем испанском дивизионе. В матче с «Расингом» из Ферроля. Монтес появился на поле на 88-й минуте. 13 марта он забил свой первый и единственный гол за команду, отличившись в домашней игре с «Логроньесом».
Для получения игровой практики в январе 2017 года отправился в «Леалтад», но провёл там всего 7 игр, в которых не сумел отличиться. 12 июля отправился в новую аренду в клуб Лангрео, выступавший в Терсере. Срок соглашения был рассчитан на один год. По итогам сезона Монтес принял участие во всех играх чемпионата, в которых забил 25 мячей, среди которых три хет-трика. По окончании аренды завершился у нападающего завершился контракт с клубом.
31 июля 2018 года подписал контракт с кипрским клубом «Омония» из Никосии. Срок соглашения рассчитан на три года. 25 августа в матче первого тура нового чемпионата с «Алки Ороклини» испанец дебютировал в чемпионате Кипра, появившись на поле в стартовом составе. 4 мая 2019 года забил свой первый гол за кипрский клуб, поразив ворота АЕЛ.
5 августа 2019 года вернулся в Испанию, перейдя на правах аренды в «Бадалону», выступавшую в третьем испанском дивизионе. За испанский клуб Монтес успел принять участие в 27 играх и трижды отличиться прежде, чем чемпионат в марте 2020 года был прерван из-за пандемии COVID-19.
12 августа 2020 года Монтес отправился в «Неа Саламину» в аренду до конца сезона. 21 октября атакующий полузащитник сыграл первую игру в составе новой команды. На 77-й минуте гостевого матча с «Доксой» он вышел на замену вместо Тимофеоса Павлу. В конце декабря 2020 года досрочно покинул «Неа Саламину» в связи с тем, что «Омония» договорилась о новой аренде.
24 декабря 2020 года стал игроком «Унионистаса», выступающего во Сегунде B. Арендное соглашение рассчитано до конца сезона.

## Статистика выступлений

### Клубная статистика
| Выступление      | Выступление      | Выступление      | Лига | Лига | Кубки | Кубки | Конт.кубки | Конт.кубки | Итого | Итого |
| Клуб             | Лига             | Сезон            | Игры | Голы | Игры  | Голы  | Игры       | Голы       | Игры  | Голы  |
| ---------------- | ---------------- | ---------------- | ---- | ---- | ----- | ----- | ---------- | ---------- | ----- | ----- |
| Спортинг B       | Сегунда B        | 2015/16          | 5    | 1    | 0     | 0     | 0          | 0          | 5     | 1     |
| Спортинг B       | Терсера          | 2016/17          | 5    | 0    | 0     | 0     | 0          | 0          | 5     | 0     |
| Спортинг B       | Итого            | Итого            | 10   | 1    | 0     | 0     | 0          | 0          | 10    | 1     |
| → Леалтад        | Сегунда B        | 2016/17          | 7    | 0    | 0     | 0     | 0          | 0          | 7     | 0     |
| → Леалтад        | Итого            | Итого            | 7    | 0    | 0     | 0     | 0          | 0          | 7     | 0     |
| → Лангрео        | Терсера          | 2017/18          | 38   | 25   | 0     | 0     | 0          | 0          | 38    | 25    |
| → Лангрео        | Итого            | Итого            | 38   | 25   | 0     | 0     | 0          | 0          | 38    | 25    |
| Омония           | Дивизион А       | 2018/19          | 20   | 2    | 2     | 0     | 0          | 0          | 22    | 2     |
| Омония           | Итого            | Итого            | 20   | 2    | 2     | 0     | 0          | 0          | 22    | 2     |
| → Бадалона       | Сегунда B        | 2019/20          | 27   | 3    | 5     | 2     | 0          | 0          | 32    | 5     |
| → Бадалона       | Итого            | Итого            | 27   | 3    | 5     | 2     | 0          | 0          | 32    | 5     |
| → Неа Саламина   | Дивизион А       | 2020/21          | 5    | 0    | 1     | 0     | 0          | 0          | 6     | 0     |
| → Неа Саламина   | Итого            | Итого            | 5    | 0    | 1     | 0     | 0          | 0          | 6     | 0     |
| Всего за карьеру | Всего за карьеру | Всего за карьеру | 107  | 31   | 8     | 2     | 0          | 0          | 115   | 33    |